# Viorica Agarici
Viorica Agarici (ur. 24 lutego 1886 w Bukareszcie, zm. 18 lutego 1979 tamże) – rumuńska pielęgniarka i działaczka społeczna, za pomoc udzieloną ofiarom pogromu w Jassach odznaczona medalem „Sprawiedliwy wśród Narodów Świata”.

## Życiorys

### Młodość i okres przedwojenny
Viorica Maria Ecaterina Ana Văsescu urodziła się 24 lutego 1886 roku w Bukareszcie. Pochodziła z zamożnej rodziny o arystokratycznych korzeniach. Jej dziadek od strony ojca, Alexandru Văsescu, był parlamentarzystą oraz ministrem finansów w rządzie premiera Constantina A. Crețulescu. Zarówno jej rodzina od strony ojca, jak i rodzina od strony matki, posiadały rozległe majątki ziemskie w okolicach Botoszan i Roman. Miała dwoje rodzeństwa (siostrę i brata).
Dzieciństwo spędziła w Paryżu, gdzie jej ojciec służył w rumuńskim poselstwie w randze attaché wojskowego. Uczęszczała do francuskiej szkoły podstawowej, a następnie, w latach 1900–1905, do eksperymentalnego podparyskiego instytutu La Ruche.
W 1910 roku zawarła związek małżeński z Ionem C. Agarici, z wykształcenia inżynierem agronomem. Z ich związku narodziło się trzech synów: Gheorghe (ur. 1911), Constantin (ur. 1912) i Vasile (ur. prawd. 1913).
W 1927 roku jej mąż zmarł nagłą śmiercią. Rok później objęła stanowisko kierowniczki oddziału Rumuńskiego Czerwonego Krzyża w Roman.

### II wojna światowa
28 czerwca 1941 roku, kilka dni po tym, gdy Rumunia u boku III Rzeszy przystąpiła do wojny z ZSRR, w Jassach rozpoczął się pogrom ludności żydowskiej. W ciągu trzech dni rumuńscy żołnierze, policjanci i cywile, wspierani przez stacjonujących w mieście Niemców, zamordowali około 13 tys. Żydów.
29 czerwca władze rumuńskie postanowiły ewakuować z miasta kilka tysięcy żydowskich mężczyzn, których przed masakrą oraz w jej trakcie uwięziono na terenie miejscowej komendy policji. Pierwszy pociąg, w którym znalazło się od 2430 do 2530 Żydów, wyruszył z Jassów następnego dnia we wczesnych godzinach porannych. Przez kolejnych kilka dni transport był odsyłany ze stacji do stacji. Tymczasem uwięzione w szczelnie zamkniętych wagonach ofiary cierpiały na skutek ścisku, głodu, pragnienia, upału i braku powietrza. Śmiertelność szybko przybrała zastraszające rozmiary.
3 lipca 1941 roku „pociąg śmierci” stanął w Roman. Agarici przebywała w tym czasie na stacji kolejowej, gdzie wraz ze współpracownicami rozdawała napoje i przekąski udającym się na front żołnierzom. Usłyszawszy dobiegające z wagonów krzyki i jęki, postanowiła zainterweniować. Do pilnującego wagonów policjanta miała się zwrócić słowami:

Jeśli nie otworzy pan drzwi [do wagonów], sama je wyłamię. Może mnie pan zastrzelić, ale zamierzam pomóc tym nieszczęsnym ludziom.

Agarici udała się z interwencją do wojskowego komendanta stacji, następnie do dowódcy miejscowego garnizonu, a wreszcie do dowódcy okręgu wojskowego w Roman gen. Nicolae Tătăranu. Ten ostatni zgodził się, by udzieliła pomocy Żydom. Na jej żądanie otwarto wagony i usunięto zwłoki zmarłych. Razem z członkami RCK oraz ochotnikami zwerbowanymi spośród lokalnej społeczności żydowskiej dostarczyła więźniom wodę i żywność. Niektórzy zostali także umyci i odwszawieni, aczkolwiek ze względu na brak ubrań na wymianę, w konsekwencji tych zabiegów pozostali nadzy. Działania Agarici ocaliły życie kilkuset Żydom z „pociągu śmierci”.
Mimo iż działała z pobudek humanitarnych, wielu mieszkańców Roman postrzegało jej postawę jako „niepatriotyczną”, a wręcz „zdradziecką”. Stała się obiektem gwałtownych ataków. Ostatecznie w 1943 roku była zmuszona zrezygnować z kierowania oddziałem RCK i przeprowadzić się do Bukaresztu.

### Losy powojenne
Wystąpiła jako świadek na procesie sprawców pogromu w Jassach, który toczył się w 1948 roku przed trybunałem ludowym w Bukareszcie.
Po przejęciu przez komunistów władzy w Rumunii wszystkie należące do niej nieruchomości, w tym dom w Roman i mieszkanie w Bukareszcie, zostały znacjonalizowane. Uznana za „wroga klasowego”, była zmuszona osiąść w Roman, a jednocześnie władze nałożyły na nią zakaz zmiany miejsca zamieszkania. Jej dwóch starszych synów zostało uwięzionych. Utrzymywała się z udzielania korepetycji z języków niemieckiego, francuskiego i angielskiego. Ponadto przez wiele lat wspierała ją materialnie Federacja Gmin Żydowskich w Rumunii (Federaţia Comunităţilor Evreieşti din România).
Dopiero w 1965 roku uzyskała pozwolenie na przeprowadzkę do Bukaresztu, gdzie mieszkał jej najmłodszy syn. Zmarła 18 lutego 1979 roku i spoczęła na stołecznym cmentarzu Bellu.

## Upamiętnienie
3 stycznia 1983 roku została pośmiertnie odznaczona medalem „Sprawiedliwy wśród Narodów Świata”.
Po przemianach politycznych 1989 roku została upamiętniona także w ojczyźnie. W 1994 roku ukazała się książka autorstwa Mariusa Mircu, poświęcona jej osobie i dokonaniom. Na dworcu kolejowym w Roman odsłonięto jej popiersie dłuta Florina Mircei Zaharescu. Jej imieniem nazwano również jedną z ulic w Roman, a w 2011 roku nadano jej pośmiertnie honorowe obywatelstwo tego miasta. W tym samym roku, z inicjatywy Federacji Gmin Żydowskich w Rumunii, tablica upamiętniająca czyny Agarici została odsłonięta na jej grobie na cmentarzu Bellu.